# Prinz (Familienname)
Prinz ist ein deutscher Familienname.

## Namensträger

### A
- Albert Prinz (1886–1966), deutscher Unternehmer
- Alexander Prinz (* 1994), deutscher Youtuber, Webvideoproduzent und Unternehmer
- Alfred Prinz (1930–2014), österreichischer Klarinettist, Komponist und Hochschullehrer
- Alois Prinz (* 1958), deutscher Schriftsteller
- Aloys Prinz (* 1956), deutscher Finanzwissenschaftler und Hochschullehrer
- Anna Elisabeth Prinz (* 1955), deutsche Diplomatin
- Armin Prinz (1945–2018), österreichischer Ethnologe und Mediziner
- August Prinz (1810–1883), deutscher Journalist, Buchhändler und Verleger erotischer Literatur

### B
- Bernhard Prinz (Fotograf) (* 1953), deutscher Fotograf und Hochschullehrer
- Bernhard Prinz (Karikaturist) (* 1975), deutscher Karikaturist und Illustrator
- Birgit Prinz (* 1977), deutsche Fußballspielerin
- Burkhart Prinz (1939–2014), deutscher Handballspieler und -trainer

### C
- Carina Prinz (* 1985), österreichische Triathletin
- Carl Eugen Prinz (1815–1891), deutscher Jurist, Kirchenvorstand und bayerischer Abgeordneter
- Carmen Prinz (* 1960), deutsche Badmintonspielerin
- Charlotte Prinz (1904–1993), deutsche Malerin
- Chris Prinz, deutscher Popsänger
- Christian Prinz (Jurist) (1801–1849), deutscher Jurist, Verwaltungsbeamter und Politiker, MdL Hessen
- Christian Prinz (Fußballspieler) (* 1980), österreichischer Fußballspieler

### D
- Daniel Prinz (1770–1838), Gastwirt und hessischer Landtagsabgeordneter
- Dennis Prinz (* 1984), deutscher Schauspieler
- Detlef Prinz (* 1950), deutscher Verleger, SPD-Mitglied und -Berater
- Dietrich Prinz (1903–1989), deutsch-britischer Informatiker

### E
- Elias Prinz (* 2000), deutscher Jazzmusiker
- Ernst Prinz (1878–1974), deutscher Architekt

### F
- Friedrich Prinz (Mediziner) (1912–1971), deutscher Pathologe
- Friedrich Prinz (1928–2003), deutscher Historiker
- Friedrich Prinz (Althistoriker) (1944–1984), deutscher Althistoriker
- Friedrich Prinz (Ingenieur) (* 1950), österreichischer Ingenieur
- Fritz Prinz (Friedrich B. Prinz; * 1950), österreichischer Physiker und Hochschullehrer in den USA

### G
- George Prinz (1804–1893), Bürgermeister, Mitglied des Kommunallandtages Kassel
- Gerhard Prinz (Missionar) (1908–1943), deutscher Missionar
- Gerhard Prinz (1929–1983), deutscher Manager
- Günter Prinz (1929–2020), deutscher Journalist
- Gustav-Adolf Prinz (1901–1961), deutscher Politiker (KPD)

### H
- Hans Prinz (1907–1978), deutscher Elektrotechniker.
- Hans-Joachim Prinz (1943–2015), deutscher Fußballspieler
- Hans Bürger-Prinz (1897–1976), deutscher Psychiater und Hochschullehrer
- Harald Prinz, deutscher Sportfunktionär
- Hary Prinz (* 1965), österreichischer Schauspieler
- Herbert Prinz (* 1947), deutscher Eishockeyspieler
- Hermann Prinz (1868–1957), deutsch-amerikanischer Mediziner
- Hugo Prinz (1883–1934), deutscher Althistoriker

### J
- Joachim Prinz (Rabbiner) (1902–1988), deutscher Rabbiner und Zionist
- Joachim Prinz (Ökonom) (* 1971), deutscher Ökonom
- Johannes Prinz (Philologe) (1886–1943), deutsch-südafrikanischer Philologe
- Johannes Prinz (* 1958), österreichischer Chorleiter und Dirigent
- Joseph Prinz (1906–2000), deutscher Archivar
- Jürgen Prinz (* 1967), deutscher Musiker, Sänger, Komponist, Texter und Musikproduzent

### K
- Karl Prinz (Altphilologe) (1872–1945), österreichischer Klassischer Philologe
- Karl Prinz (Diplomat) (* 1949), deutscher Diplomat
- Karl Gottlob Prinz (1795–1848), deutscher Tiermediziner
- Karl-Heinz Prinz (* 1928), deutscher Fußballspieler
- Karl Ludwig Prinz (1875–1944), österreichischer Maler und Bühnenbildner
- Katharina Prinz (* 1997), deutsche Fußballspielerin
- Kurt Prinz von Buchau (1863–1918), deutscher Generalmajor

### L
- LeRoy Prinz (1895–1983), US-amerikanischer Choreograf, Tänzer und Filmemacher
- Ludwig Prinz (1887–nach 1930), deutscher Lehrer und Heimatforscher

### M
- Manfred Prinz (Künstler) (* 1929), deutscher Maler, Grafiker, Kunstpädagoge und Hochschullehrer
- Manfred Prinz (* 1951), deutscher Romanist und Hochschullehrer
- Marco Prinz (* 1970), deutscher Neuropathologe
- Markus Prinz (Schauspieler) (* 1976), deutscher Schauspieler
- Markus Prinz (Pokerspieler), deutscher Pokerspieler
- Matthias Prinz (* 1956), deutscher Rechtsanwalt
- Martin Prinz (Autor) (* 1973), österreichischer Schriftsteller
- Martin Prinz (Straftäter) (* 1976), deutscher Straftäter
- Michael Prinz (1952–2016), deutscher Historiker

### N
- Nikolaus Prinz (* 1962), österreichischer Politiker (ÖVP)
- Nina Prinz (* 1982), deutsche Motorradrennfahrerin

### O
- Otto Prinz (1905–2003), deutscher Philologe

### P
- Paul Prinz (* 1974), österreichischer Kameramann
- Peter Prinz-Grimm (* um 1955), deutscher Geologe und Hochschullehrer
- Peter Prinz (Spieleautor) (* 1969), deutscher Spieleautor
- Peter Paul Prinz (* 1925), österreichischer Maler, Grafiker und Schriftsteller

### R
- Ronja Prinz (* 1990), deutsche Schauspielerin
- Rudolf Prinz (Altphilologe) (1847–1890), deutscher Altphilologe und Herausgeber
- Rudolf Prinz (Politiker) (1947–2022), österreichischer Politiker (SPÖ)

### S
- Sophia Prinz, deutsche Kulturtheoretikerin und Kultursoziologin

### T
- Thies Prinz (* 1998), deutscher Hockeyspieler
- Thomas Prinz (Politiker) (* 1957), deutscher Politiker (SPD)
- Thomas Prinz (Diplomat) (* 1959), deutscher Diplomat und Schriftsteller

### U
- Ulrich Prinz (* 1937), deutscher Violoncellist, Musikwissenschaftler und Hochschullehrer

### W
- Walter Prinz (* 1935), österreichischer Baumeister und Politiker (FPÖ)
- Werner Prinz (* 1941), österreichischer Schauspieler und Theaterregisseur
- Wilhelm Prinz (1857–1910), deutsch-belgischer Geologe und Selenograph
- Willi Prinz (1909–1973), deutscher Politiker
- Wolfgang Prinz (* 1942), deutscher Psychologe

### Künstlername
- Prinz Pi (* 1979), deutscher Rapper